# Manuel Flores (beisbolista)
Manuel Antonio Flores (nacido en Puerto La Cruz, Anzoátegui, Venezuela, el 1 de junio de 1987) es un Lanzador de béisbol profesional, que juega para los Leones del Caracas en la Liga Venezolana de Béisbol Profesional (LVBP).

## Carrera como beisbolista

### 2006
El 8 de junio de 2006, Manuel Flores es asignado a los DSL Angels de la Dominican Summer League, de la clase Rookie
El 21 de noviembre de 2006, Manuel Flores es asignado a la organización de los Caribes de Anzoátegui de la Liga Venezolana de Béisbol Profesional para la temporada 2006-2007.

### 2007
El 22 de junio de 2007, Manuel Flores es asignado a los AZL Angels de la Arizona League, de la clase Rookie
El 31 de octubre de 2007, Manuel Flores es asignado a la organización de los Caribes de Anzoátegui de la Liga Venezolana de Béisbol Profesional para la temporada 2007-2008.

### 2008
El 25 de junio de 2008, Manuel Flores es asignado a los AZL Angels de la Arizona League, de la clase Rookie
El 2 de noviembre de 2008, Manuel Flores es asignado a la organización de los Caribes de Anzoátegui de la Liga Venezolana de Béisbol Profesional para la temporada 2008-2009.

### 2009
El 16 de abril de 2009, Manuel Flores es asignado a los Cedar Rapids Kernels de la Midwest League, de la Clase A (Media).
El 31 de julio de 2009,	Manuel Flores es asignado a Rancho Cucamonga Quakes de la California League de la Clase A Avanzada (Fuerte).
El 9 de octubre de 2009, Manuel Flores es asignado a Caribes de Anzoátegui.

### 2010
El 26 de abril de 2010, Flores es asignado a Arkansas Travelers de la Texas League de la clase Doble A.
El 4 de octubre de 2010, Flores es asignado a Caribes de Anzoátegui .

## Estadísticas Carrera
| AÑO                                     | EDAD                                    | EQUIPO                                  | Liga                                    | Nivel                                   | Afiliación                              | W | P | ERA  | JJ | JI | JF | SV | IP   | H  | R  | ER | HR | BB | IBB | K  | HBP | BK | WP | BF  | WHIP  | H9   | HR9 | BB9  | S09 |
| --------------------------------------- | --------------------------------------- | --------------------------------------- | --------------------------------------- | --------------------------------------- | --------------------------------------- | - | - | ---- | -- | -- | -- | -- | ---- | -- | -- | -- | -- | -- | --- | -- | --- | -- | -- | --- | ----- | ---- | --- | ---- | --- |
| 2011                                    | 17                                      | VSL Tigers                              | VSL                                     | Rk                                      | DET                                     | 0 | 2 | 7.13 | 15 | O  | 6  | 1  | 24.0 | 21 | 22 | 19 | 2  | 24 | 0   | 21 | 6   | 0  | 11 | 106 | 1.875 | 7.9  | 0.8 | 9.9  | 7.9 |
| 2012                                    | 18                                      | VSL Tigers                              | VSL                                     | Rk                                      | DET                                     | 2 | 3 | 8.71 | 16 | 0  | 4  | 0  | 20.2 | 22 | 23 | 20 | 0  | 10 | 0   | 16 | 5   | 0  | 2  | 95  | 1.548 | 9.6  | 0.0 | 4.4  | 7.0 |
| 2013                                    | 19                                      | VSL Tigers                              | VSL                                     | Rk                                      | DET                                     | 2 | 2 | 9.92 | 23 | 0  | 7  | 0  | 16.1 | 26 | 19 | 18 | 3  | 10 | 0   | 14 | 1   | 2  | 8  | 85  | 2.204 | 14.3 | 1.7 | 5.5  | 7.7 |
| 2019-2020                               | 25                                      | Leones del Caracas                      | LVBP                                    | FgW                                     |                                         | 0 | 0 | 9.92 | 12 | 0  | 0  | 0  | 4.2  | 6  | 7  | 7  | 0  | 9  | 2   | 2  | 2   | 0  | 0  | 31  | 3.314 | 11.6 | 0.0 | 17.4 | 3.9 |
| Ligas Menores de Béisbol (3 temporadas) | Ligas Menores de Béisbol (3 temporadas) | Ligas Menores de Béisbol (3 temporadas) | Ligas Menores de Béisbol (3 temporadas) | Ligas Menores de Béisbol (3 temporadas) | Ligas Menores de Béisbol (3 temporadas) | 4 | 7 | 8.41 | 54 | 0  | 17 | 1  | 61.0 | 69 | 64 | 57 | 5  | 44 | 0   | 51 | 12  | 2  | 21 | 296 | 1.852 | 10.2 | 0.7 | 6.5  | 7.5 |
| LVBP (1 temporada)                      | LVBP (1 temporada)                      | LVBP (1 temporada)                      | LVBP (1 temporada)                      | LVBP (1 temporada)                      | LVBP (1 temporada)                      | 0 | 0 | 9.92 | 12 | 0  | 1  | 0  | 4.2  | 6  | 7  | 7  | 0  | 9  | 2   | 2  | 2   | 0  | 0  | 31  | 3.314 | 11.6 | 0.0 | 17.4 | 3.9 |
| Todos los niveles (4 Temporadas)        | Todos los niveles (4 Temporadas)        | Todos los niveles (4 Temporadas)        | Todos los niveles (4 Temporadas)        | Todos los niveles (4 Temporadas)        | Todos los niveles (4 Temporadas)        | 4 | 7 | 8.77 | 66 | 0  | 0  | 1  | 65.2 | 75 | 71 | 64 | 5  | 53 | 2   | 53 | 14  | 2  | 21 | 327 | 1.949 | 10.3 | 0.7 | 7.3  | 7.3 |